# Петрона Каматир
Петрона Каматир (грец. Πετρωνᾶς Καματηρός; сер. IX ст.) — візантійський військовий архітектор, дипломат, державний діяч. Представник аристократичної династії Каматирів.
За правління імператора Візантії Феофіла (роки правління 829—842) спафарокандидат П. К. очолив візантійську місію до Хозарського каганату, яка на прохання кагана побудувала фортецю на Нижньому Доні — Саркел. У науці триває дискусія щодо датування цих подій — від 832 до 842.
Хозарський каганат на той час був союзником Візантії в боротьбі з Арабським халіфатом. Але в ході місії проявилися суперечності між хозарами й візантійцями в Криму. Після доповіді П. К. імператору, Феофіл вдався до реорганізації візантійських володінь на Кримському півострові. Замість правління архонтів у Херсоні (див. Херсонес Таврійський) було засновано нову фему — Херсон і Клімати, першим стратигом якої й став П. К., який отримав на той час уже ранг протоспафарія.